# 小宮山修
小宮山 修（こみやま おさむ、1969年11月4日- ）は、日本の馬術選手。東海大学出身。山梨県代表として、国体優勝11 回を含む19年連続入賞。全日本選手権優勝6回。
釜山アジア競技大会2002の馬術、障害飛越団体で金メダルを獲得した。既婚。子どもあり。

## 経歴
中学３年生の時、障害飛越を始める。
国体馬術成年男子で2013年まで18年連続入賞を果たす。
全日本選手権では優勝6回(2011年)。
2002 年プサンアジア大会では障害飛越団体金メダル(小宮山､森本､林､岡崎)、障害飛越個人4位。
山梨県馬事振興センターに2015年まで所属。2016年より(株) ホースブリッジの取締役。現在はESJ専属エグゼクティブインストラクターも勤める。
この他、2011年4月から筑波大学馬術部の技術顧問を2015年まで勤め
、母校である東海大学馬術部の指導を行うなど、馬術の普及活動にも力をいれている。

## 成績
- 山梨県、2016年いわて国体第１次強化選手(特別枠)[12]

以下、公益社団法人 日本馬術連盟 HPより引用。
- 岐阜スプリングホースショー（2005,2009,2010,2011,2015)　優勝
- 小淵沢グランプリ　～Japan Open 2014 第6戦～　優勝
- 山梨グランプリ（2006、2007、2008、2009、2010、2011、2012、2013、2014）　優勝
- 第22回京阪地区乗馬競技会（キャロットホースショー）優勝
- 甲信馬術大会（2004、2005、2006、2007、2008、2009、2010、2011、2012、2013、2014）　優勝
- すずらん杯山梨障害馬術大会（2005,2006,2007,2008,2009,2010,2012,2013)　優勝
- JRA馬事公苑馬術大会（JRAホースショー) 優勝（34,42回)
- スクーリングジャンプ&ドレッサージュ Part II(第３２、３３回）  優勝
- 山梨県体育祭り馬術大会 兼 山紅葉馬術大会（2011）優勝
- 全日本障害馬術大会PartⅠ（2004,2005,2006,2008,2009）優勝
- 第18回びわこ国体記念ホースショー　優勝
- 第17回びわこ国体記念ホースショー　優勝
- 第１３回わかしゃち記念東海馬術大会　優勝
- 関東八都県馬術大会（2005,2006) 優勝
- 2006 Fuji Grand Prix Summer Horse Show 優勝
- 第４０回東海ホースショー　優勝
- ひょうごスプリングホースショー２００６　優勝
- ２００５フジオータムホースショー　優勝
- 第31回トキノアラシ号記念馬術大会 優勝
- 大阪グランプリ第３０回ファイナル大会（CSI-W大阪） 優勝
- 第２９回スナーフェル号記念馬術大会